# Salongsgevär
Salongsgevär, lätt jaktvapen med kaliber .22 tum (5,6mm). Den idag vanligaste kalibern är .22 Long Rifle. För att räknas som salongsgevär måste vapnet vara ett så kallat enskottsvapen, det innebär att vapnet saknar magasin och att det enbart rymmer ett skott. Ursprungligen var det ett i Sverige licensfritt vapen för trädgårdsodlare och andra som behövde ett enkelt vapen för skadedjursbekämpning mot till exempel råttor, kaniner eller fåglar. Idag ges enbart licens på salongsgevär för sportskytte, avlivande av fällfångade djur och som samlar- och minnesvapen förutsatt att vapnet gjorts permanent obrukbart. Många vapen, som inte finns registrerade, är i omlopp sedan den gamla ordningen, så kallade sommarstugebössor. Det är illegalt att inneha både ammunition och vapen utan licens. Man kan lämna in dessa vapen till polisen vid till exempel en vapenamnesti.

## Salongsgevär enligt lagen

### RPSFS 2006:12
Salongsgevär 
1 § Med ett salongsgevär skall avses ett enskottsgevär i klass 4 med kaliber .22 (5,6 mm) och med en vikt som i originalutförande understiger 2,5 kilo.  
Allmänna råd Enligt 2 kap. 5 § 2 vapenförordningen bör behov att inneha salongsgevär anses föreligga endast för avlivning av fällfångade djur. 
Den som med fälla avsedd för levandefångst bedriver fångstverksamhet i viss omfattning och som inte innehar ett lämpligt skjutvapen för avlivning bör kunna ges tillstånd att inneha ett salongsgevär för detta ändamål. Ett salongsgevär som innehas för avlivningsändamål bör inte räknas in i antalet vapen i vapengarderoben.